# 保羅·塞律西埃
保羅·塞律西埃（1864年11月9日—1927年10月7日），法國後印象派男畫家。

## 生平
1864年，保羅·塞律西埃出生。1880年代，他在巴黎的朱利安學院（Académie Julian）學習藝術。1888年，他到布列塔尼大區非尼斯泰爾省Pont-Aven遊覽，結識了一班以保羅·高更為首的畫家。後來他在朗松學院教學。

## 著作

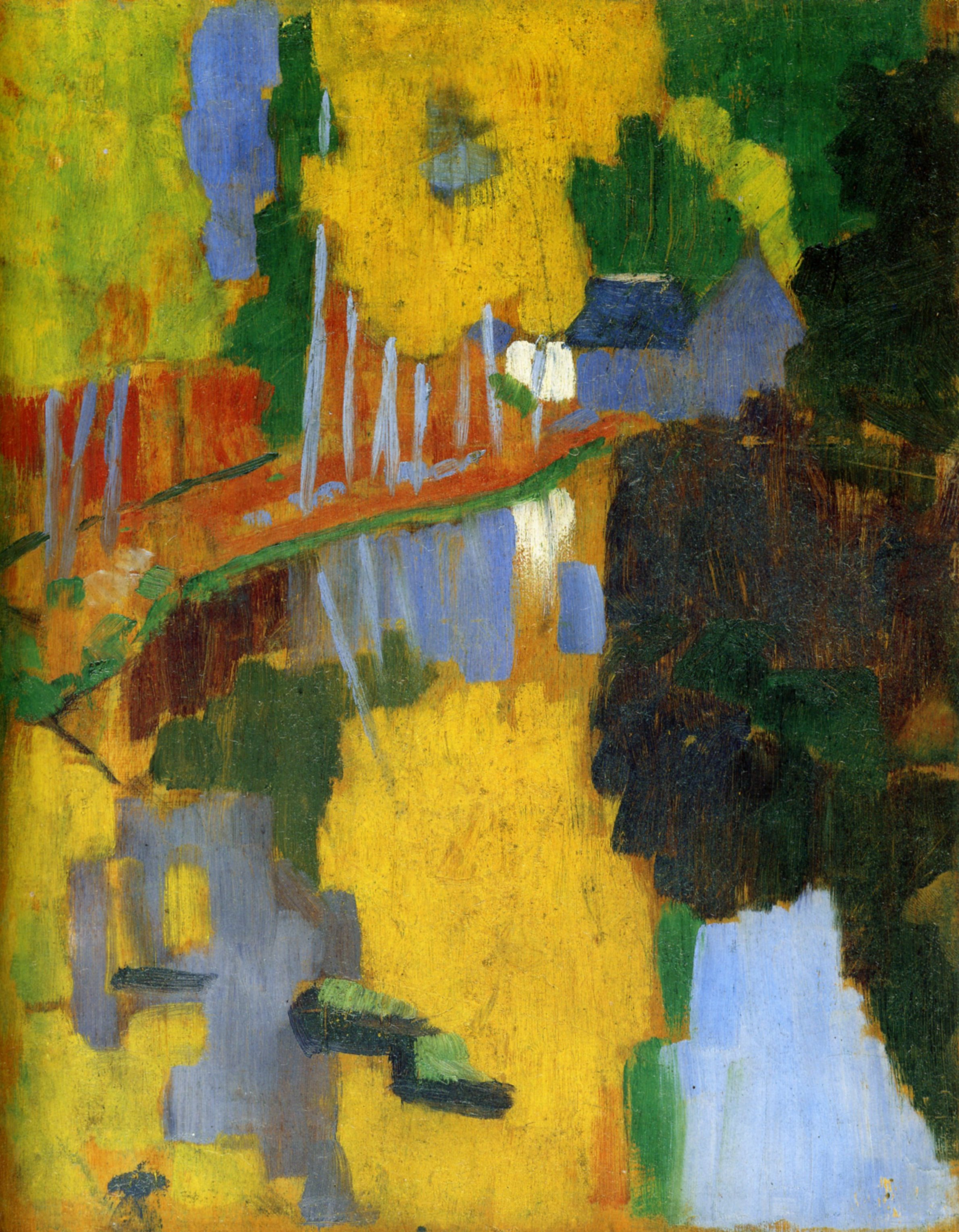
《The talisman》，1888年畫作

- 《ABC de la peinture》，巴黎La Douce France & Henri Floury，1921年

二版，1942年
三版，1950年

## 外部連結
- Sérusier at Olga's Gallery （页面存档备份，存于）
- biography